# Tasley
Tasley è un census-designated place (CDP) degli Stati Uniti d'America, situato nello stato della Virginia, nella contea di Accomack. Secondo il censimento del 2020 gli abitanti di Tasley ammontavano a 222.

## Storia
Un tempo la città era nota come Accomac Station. Nel 1884 la stazione ferroviaria e l'ufficio postale di Tasley furono completati; la ferrovia portò ad un rapido sviluppo della città che divenne una delle più evolute della contea di Accomack. Quando la ferrovia cessò il servizio passeggeri nel 1958, la città subì un duro colpo. Ad oggi a Tasley si trova un'importante centrale elettrica.